# Березівка (Голованівський район)
Березі́вка — село в Заваллівській громаді Голованівського району Кіровоградської області України. Населення становить 272 осіб.

## Населення
Згідно з переписом УРСР 1989 року чисельність наявного населення села становила 284 особи, з яких 121 чоловік та 163 жінки.
За переписом населення України 2001 року в селі мешкали 273 особи.

### Мова
Розподіл населення за рідною мовою за даними перепису 2001 року:
| Мова            | Кількість | Відсоток |
| --------------- | --------- | -------- |
| українська      | 260       | 95.59%   |
| російська       | 6         | 2.20     |
| вірменська      | 3         | 1.10%    |
| білоруська      | 2         | 0.74%    |
| інші/не вказали | 1         | 0.37%    |
| Усього          | 272       | 100%     |